# Liste des cavités naturelles les plus longues d'Indre-et-Loire

Département d'Indre-et-Loire.

La liste des cavités naturelles les plus longues d'Indre-et-Loire recense sous la forme d'un tableau, les cavités souterraines naturelles connues, dont le développement est supérieur ou égal à quinze mètres.
La communauté spéléologique considère qu'une cavité souterraine naturelle n'existe vraiment qu'à partir du moment où elle est « inventée » c'est-à-dire découverte (ou redécouverte), inventoriée, topographiée et publiée. Bien sûr, la réalité physique d'une cavité naturelle est la plupart du temps bien antérieure à sa découverte par l'homme ; cependant tant qu'elle n'est pas explorée, mesurée et révélée, la cavité naturelle n'appartient pas au domaine de la connaissance partagée.
La liste spéléométrique des plus longues cavités naturelles d'Indre-et-Loire (≥ 15 m) est  actualisée fin 2018.
La plus longue cavité répertoriée dans le département d'Indre-et-Loire est la rivière souterraine de Montrésor (cf. ligne 1 du tableau ci-dessous).

## Répartition géographique
| \| Tours Chinon Loches \| Répartition géographique des cavités naturelles d’Indre-et-Loire. |
| Tours Chinon Loches                                                                         |

## Indre-et-Loire (France)

### Cavités de développement supérieur ou égal à15m
27 cavités sont recensées au 31-12-2018.
| Réf. | Cavités (autres noms)               | Communes             | Massifs ou zones géographiques | Coordonnées (WGS 84)        | Développement (en mètres) | Dénivelée (en mètres) | Sources ou références     | Mises à jour |
| ---- | ----------------------------------- | -------------------- | ------------------------------ | --------------------------- | ------------------------- | --------------------- | ------------------------- | ------------ |
| 1    | Rivière souterraine de la Rouère    | Montrésor            |                                | 47° 09′ 22″ N, 1° 12′ 25″ E | +000779, m                | +0000, m              | Spéléométrie de la France | 2000-00      |
| 2    | Grotte de la Loutinière             | Rigny-Ussé           |                                | 47° 15′ 15″ N, 0° 19′ 05″ E | +000564, m                | +0010, m              | Spéléométrie de la France | 2000-00      |
| 3    | Grotte de la Farinière              | Cinq-Mars-la-Pile    |                                |                             | +000367, m                | +0000, m              | Spéléométrie de la France | 2000-00      |
| 4    | Rivière souterraine de la Guignoire | Le Grand-Pressigny   |                                |                             | +000210, m                | +0000, m              | Spéléométrie de la France | 2000-00      |
| 5    | Gouffre de la Barillière            | Le Petit-Pressigny   |                                | 46° 55′ 36″ N, 0° 54′ 13″ E | +000189, m                | +0022, m              | Spéléométrie de la France | 2000-00      |
| 6    | Cave Gouttière                      | Saint-Épain          |                                |                             | +000138, m                | +0000, m              | Spéléométrie de la France | 2000-00      |
| 7    | Cave Salmon                         | Esvres               |                                |                             | +000120, m                | +0000, m              | Spéléométrie de la France | 2000-00      |
| 8    | Grotte de Boutemine                 | Civray-de-Touraine   |                                |                             | +0 00089, m               | +0000, m              | Spéléométrie de la France | 2000-00      |
| 9    | Grotte de la Calonnière             | Le Grand-Pressigny   |                                |                             | +0 00082, m               | +0000, m              | Spéléométrie de la France | 2000-00      |
| 10   | Grotte du Clos de la Cuve           | Savonnières          |                                |                             | +0 00080, m               | +0000, m              | Spéléométrie de la France | 2000-00      |
| 11   | Grotte de la Roche-Cotard           | Langeais             |                                | 47° 20′ 12″ N, 0° 25′ 51″ E | +0 00080, m               | +0000, m              | Spéléométrie de la France | 2000-00      |
| 12   | Cave Taillepied                     | Pocé-sur-Cisse       |                                |                             | +0 00080, m               | +0000, m              | Spéléométrie de la France | 2000-00      |
| 13   | Grotte de Ré                        | Le Petit-Pressigny   |                                |                             | +0 00073, m               | +0000, m              | Spéléométrie de la France | 2000-00      |
| 14   | Grotte des Pivots                   | Le Grand-Pressigny   |                                |                             | +0 00071, m               | +0000, m              | Spéléométrie de la France | 2000-00      |
| 15   | Cave Héroux                         | Pocé-sur-Cisse       |                                |                             | +0 00065, m               | +0000, m              | Spéléométrie de la France | 2000-00      |
| 16   | Grotte de la Doué                   | Courcay              |                                | 47° 15′ 19″ N, 0° 53′ 15″ E | +0 00063, m               | +0000, m              | Spéléométrie de la France | 2000-00      |
| 17   | Trou Souffleur                      | Panzoult             |                                |                             | +0 00046, m               | +0000, m              | Spéléométrie de la France | 2000-00      |
| 18   | Gouffre du Cros                     | Bossay-sur-Claise    |                                | 46° 49′ 32″ N, 0° 58′ 25″ E | +0 00037, m               | +0017, m              | Spéléométrie de la France | 2000-00      |
| 19   | Grotte de Rochette                  | Reignac-sur-Indre    |                                | 47° 12′ 39″ N, 0° 54′ 11″ E | +0 00035, m               | +0000, m              | Spéléométrie de la France | 2000-00      |
| 20   | Cave aux Blaireaux                  | Cinq-Mars-la-Pile    |                                |                             | +0 00025, m               | +0000, m              | Spéléométrie de la France | 2000-00      |
| 21   | Cave des Seigneurs                  | Mazières-de-Touraine |                                | 47° 22′ 29″ N, 0° 27′ 29″ E | +0 00025, m               | +0000, m              | Spéléométrie de la France | 2000-00      |
| 22   | Cave aux Loups                      | Saint-Martin-le-Beau |                                |                             | +0 00025, m               | +0000, m              | Spéléométrie de la France | 2000-00      |
| 23   | Grotte Cachée                       | Esvres               |                                |                             | +0 00023, m               | +0000, m              | Spéléométrie de la France | 2000-00      |
| 24   | Grotte de la Gablinerie             | Le Petit-Pressigny   |                                |                             | +0 00018, m               | +0000, m              | Spéléométrie de la France | 2000-00      |
| 25   | Gouffre de la Haute Vallée n° 1     | Loches               |                                |                             | +0 00017, m               | +0007, m              | Spéléométrie de la France | 2000-00      |
| 26   | Grotte de la Blanchetière           | Le Grand-Pressigny   |                                |                             | +0 00016, m               | +0000, m              | Spéléométrie de la France | 2000-00      |
| 27   | Résurgence de Rouenceau             | Charnizay            |                                | 46° 55′ 28″ N, 0° 58′ 04″ E | +0 00015, m               | +0000, m              | Spéléométrie de la France | 2000-00      |